# سمعان (اسم)
سمعان هو اسم علم مذكر من أصل عربي، ومعناه هو صفة مشبهة، من الفعل سمع، والمعنى المطيع المستجيب.

## شخصيات تحمل الاسم
- سمعان الأبرص ( – القرن 1)
- سمعان الخراز (القديس سمعان الخراز معروف بقصة تحريك جبل المقطم، القرن 10 – القرن 10)
- سمعان السمعاني (مستشرق إيطالي من جذور لبنانية، 19 فبراير 1752 – 7 أبريل 1821[3])
- سمعان العمودي (389 – 2 سبتمبر 459)
- سمعان العواد (قس لبناني، 1683 – 12 فبراير 1756)
- سمعان القانوي (القرن 1 – 107)
- سمعان المجوسي (القرن 1 – 65)
- سمعان اليمني (القرن 2 – )
- سمعان باسيل (مصرفي لبناني، 5 سبتمبر 1965 – )
- سمعان بن كليوباس (القرن 1 – 107)

## وصلات خارجية
- موسوعة السلطان قابوس لأسماء العرب نسخة محفوظة 5 أبريل 2019 على موقع واي باك مشين.